# Цуцкъяврйок
Цуцкъяврйок — река в России, протекает по Мурманской области. Впадает в верхнее Серебрянское водохранилище. Ранее устье реки находилось в 4,4 км по правому берегу реки Мудайок. Длина реки составляет 21 км, площадь водосборного бассейна 136 км².

## Данные водного реестра
По данным государственного водного реестра России относится к Баренцево-Беломорскому бассейновому округу, водохозяйственный участок реки — Воронья от истока до гидроузла Серебрянское 1, включая озеро Ловозеро. Речной бассейн реки — бассейны рек Кольского полуострова, впадает в Баренцево море.
Код объекта в государственном водном реестре — 02010000712101000003783.